# نيكولاس باريبون
نيكولاس باريبون (بالإنجليزية: Nicholas Barbon)‏ (1640-1698) اقتصادي، طبيب ومضارب مالي إنجليزي. يعتبره النقاد، أنّه من أوائل مؤيدي السوق الحرة. في أعقاب حريق لندن العظيم ساعد في التأمين على الحريق وكان رائدا في أعمال إعادة الإعمار - على الرغم من أن مبانيه كانت مخططة وأقامت في المقام الأول لتحقيق مكاسب مالية خاصة به. اسمه الأوسط -(بالإنجليزية: "If-Christ-had-not-died-for-thee-thou-hadst-been-damned")‏- الطويل جدًا لم يكن يتعامل به، وهو الاسم الذي اختاره له والده القوي «بوريتان»، ويعد مثالا على اسم تحريضي: «أسماء الشعارات» الدينية، التي غالبا ما تعطى في أسر بوريتان في إنجلترا في القرن الـ17.

## روابط خارجية
- نيكولاس باريبون على موقع الموسوعة البريطانية (الإنجليزية)